# Barbato (nome)
Barbato  è un nome proprio di persona italiano maschile.

## Varianti
- Femminili: Barbata[1]

### Varianti in altre lingue
- Catalano: Barbat[4]
  - Femminili: Barbada[4]
- Francese: Barbat
- Latino: Barbatus[2]
- Polacco: Barbat
- Spagnolo: Barbato[4]
  - Femminili: Barbada[4]

## Origine e diffusione
Riprende il cognomen romano Barbatus, che alla lettera significa "barbuto", "che ha la barba". Da Barbato deriva, come patronimico, il nome Barbaziano, portato da un vescovo di Ravenna.
Il nome è accentrato in Campania, specialmente nel Beneventano, per via del culto di san Barbato, ma la sua diffusione, già scarsa, è in declino. In spagnolo la forma femminile, Barbada, può anche fare riferimento a santa Paula Barbada, una vergine che salvò la sua virtù grazie ad una prodigiosa crescita della barba.

## Onomastico
L'onomastico viene festeggiato il 19 febbraio in ricordo di san Barbato, vescovo di Benevento ed evangelizzatore dei Longobardi.

## Persone
- Barbato, vescovo di Benevento
- Barbato, vescovo di Sutri
- Lucio Cornelio Scipione Barbato, console nel 298 a.C.
- Marco Orazio Barbato, console nel 449 a.C.
- Barbato Iannuzzi, politico italiano